# 道の駅くろまつない
道の駅くろまつない（みちのえき くろまつない）は、北海道寿都郡黒松内町にある国道5号の道の駅である。
パン工房が併設されており、建物の一部を改装したピザ店が営業している。

## 歴史
- 1999年（平成11年）8月27日 - 道の駅に登録。
- 2010年（平成22年） - 黒松内町特産物展示販売施設 toit vertⅡ（トワ・ヴェール・ドゥー）がオープン。

## 主な施設
- 駐車場
  - 普通車：81台
  - 大型車：8台
  - 身障者用：2台
- トイレ（いずれも24時間利用可能）
  - 男：大 3器、小 6器
  - 女：6器
  - 身障者用：1器
- 公衆電話：1台
- パン工房
- ピザ店
- ベーカリーレストラン
- 特産品等展示・販売コーナー

## 休館日
- 第2・4火曜日（11月 - 3月）（祝日の場合、翌日）
- 年末年始

## アクセス
直接連絡
- 国道5号

間接連絡
- 北海道道265号熱郛白井川線
- 北海道道344号白井川豊浦線
- 黒松内新道黒松内IC（道央自動車道へ連絡）

## 周辺
- 歌才ブナ林[1]
- 黒松内温泉
- 黒松内町特産物手づくり加工センター toit vert（トワ・ヴェール）[2]
- 添別ブナ林
- 熱郛駅